# Выбора нет
«Выбора нет» — второй альбом группы «Пилигрим», вышедший осенью 2008 года. Этот альбом группа записала в обновлённом составе, были приглашены музыканты Алексей Страйк и Александр Карпухин (бывшие гитарист и ударник группы «Мастер»).

## Коммерческий успех
По данным пиар-агентства «InterMedia» альбом достиг 5-го места по продажам дистрибьюторской компании Мистерия звука , но эти данные более чем сомнительны, потому что «в Топ-10 продаж самой Интермедии диск Ковалёва вообще никогда не появлялся».

## Список композиций
1. Битва
2. Ангелы смерти
3. Боги неба
4. Там, где оставим след
5. Боль из стекла
6. Мой нерождённый сын
7. Иуда (feat. Apocalyptica)
8. Карфаген
9. Не гасите свечу
10. Только вперёд
11. Сталь и вера
12. Рёв моторов
13. Плацдарм
14. Полузверь
15. Кара
16. Россия
17. Памяти Виктора Цоя (live)

## Клипы
1. Мой нерождённый сын (2008)
2. Битва (2008)
3. Кара (2008)
4. Ангелы смерти (2008)
5. Плацдарм (2008)
6. Рёв моторов (2008)
7. Иуда (2008)
8. Не гасите свечу (2009)
9. Там, где оставим след (2009)